# Kâtip Çelebi
Kâtib Çelebi, nebo Hâcci Halfa, vlastním jménem Muṣṭafa ibn Abd Allāh (1609 Istanbul – 6. října 1657 tamtéž) byl osmanský polyhistor. Psal arabsky a turecky, ale také překládal díla z francouzštiny a latiny. Nejznámější dílo je obecná encyklopedie Kaşf az-zunūn.

## Život
Narodil se jako Mustafa ibn Abdalláh (مصطفى بن عبد الله‎, Muṣṭafa ibn ʿAbd Allāh). Jméno, pod kterým je znám, má charakter titulu, složením čestného Çelebi (milostivý, vzdělaný) a Kâtip (písař). Otec Kâtipa Çelebi Abdalláh byl Silahdar (osobní jezdec) u Vysoké porty a sekretář finanční správy (Anadolı muhasebesi). Jeho matka pocházela z bohaté istanbulské rodiny a zanechala synovy značné dědictví. Od roku 1622 pracoval jako zástupce svého otce. V roce 1624 šli oba do války proti Abaza Paşovi z Erzurumu a účastnili se neúspěšného dobývání Bagdádu. Při návratu z Bagdádu zemřel Kâtipův otec a strýc. Po návratu do Istanbulu se Kâtip stal studentem Kadızade Mehmeda Efendiho, po kterém bylo pojmenováno hnutí Kadizade. Dvě další válečné kampaně, nejprve v Íránu, poté znovu do Bagdádu (1629–1631), přerušily jeho studia, která ukončil v roce 1633 opět kvůli nové vojenské povinnosti.
V Aleppu začal sbírat základ pro svou knihovnu a také podnikl hadždž do Mekky. Po válečném pobytu v Jerevanu a Tabrizu se roku 1635 vrátil do Istanbulu, který poté již nikdy neopustil. Po smrti svého bývalého učitele Kadızadeho pokračoval ve studiu samostatně. Zajímal se o kroniky, geografická díla, mapy, astronomii, matematiku, právo a všechny základní vědy vyučované v medrese . Díky finančnímu zajištění skrze dědictví nemusel dokončit školu řádně, i tak ale vybudoval největší soukromou knihovnu své doby v Istanbulu. V této době začal psát své první práce. Měl kontakt s mnoha vzdělanými osobnostmi, včetně osob ze Západu i s některými politiky, např. s Köprülü Mehmedem Paşou měl úzké vztahy.
Kâtip Çelebi zemřel na infarkt v roce 1657, takže některé práce zůstaly nedokončené. Jeho jediný syn zemřel mladý a jeho knihovna byla prodána po smrti jeho vdovy v roce 1659. Část z ní získal Levinus Warner pro Univerzitu v Leidenu (Legatum Warnerianum).